# Dewaruci
Die KRI Dewaruci – andere Schreibweisen Dewarutji und Dewa Ruci; KRI steht auf Indonesisch für Kapal Perang Republik Indonesia (dt. „Kriegsschiff der Republik Indonesien“) – ist eine 1953 in Hamburg gebaute Stahl-Dreimastbarkentine, die von der indonesischen Marine als Segelschulschiff verwendet wird. Das Schiff ist Mitglied der American Sail Training Association (ASTA).
In den letzten zehn Jahren vor 2007 hat die Dewaruci mehrfach an Großsegler-Veranstaltungen in Europa und Nordamerika teilgenommen.

## Schiffsgeschichte und Reisen
1914 wurde der deutsche Schiffsoffizier August Friedrich Hermann Rosenow, der für die HAPAG arbeitete, in Belawan (Seehafen von Medan in Nordsumatra, Indonesien) interniert. Nach Ende des Ersten Weltkriegs wurde Rosenow Lotse in Indonesien, das damals Kolonie der Niederlande war, und nahm die niederländische Staatsangehörigkeit an. Nach einer wechselvollen Geschichte im Zweiten Weltkrieg unterrichtete Rosenow zeitweilig an einer neu gegründeten Seefahrtschule in Japan. Nach dem Ende des Weltkriegs und der Proklamation Indonesiens 1945 wurde er Offizier der indonesischen Marine und konnte Indonesiens Präsidenten Sukarno davon überzeugen, zur Ausbildung des Marine-Nachwuchses ein Segelschulschiff zu bauen.
1953 lief Dewaruci auf der Werft H. C. Stülcken Sohn in Hamburg vom Stapel. Der Name stammt von dem indonesischen Gott von Wahrheit und Mut, der auch als Galionsfigur des Schiffes dargestellt ist. Mit Heimathafen Surabaya wird die Dewaruci seit 1953 von der indonesischen Marine als Segelschulschiff eingesetzt.
1999 erhielt die Dewaruci ein Angebot finanzieller und Sachunterstützung in den USA, wenn sie zur Gold Rush Sail and Tall Ship Parade (engl. für „Goldrausch-Segel- und Großsegler-Parade“) des US-Bundesstaates Kalifornien nach San Francisco käme. Als die Dewaruci nach einer rauen Pazifik-Überfahrt in San Francisco anlegte, hatte sich der Geldgeber jedoch zurückgezogen. Das Schiff hatte daraufhin keine Mittel für die notwendigen Reparaturen sowie die üblichen Vorräte (Treibstoff, Lebensmittel), derer es bedurfte. In dieser Notlage kamen der Geschäftsführer des San Francisco Yacht Club, Russ Coggeshall, und sein indonesischstämmiger Freund John Hartono auf das Schiff, das im Hafen besichtigt werden konnte. Sie organisierten daraufhin eine Hilfsaktion des San Francisco Yacht Clubs, die Lebensmittellieferanten rund um San Francisco mobilisierte. Die Dewaruci kehrte zunächst nach Indonesien zurück, wo die Kosten für ihren Reparaturbedarf auf einen Wert von 10 Millionen US-Dollar veranschlagt wurden. In der Folge gründeten Coggeshall und Hartono die Stiftung Friends of the Dewaruci Foundation, um Geld für Reparaturen zu sammeln. Die Stiftung arbeitete mit der auf indonesischer Seite 2000 gegründeten Stiftung „Yayasan Sahabat Dewa Ruci“ zusammen, deren Ziele die Förderung der Dewaruci und ihre Erhaltung für kommende Generationen sind. Auf Aktionen in Jakarta und – nach einer neuerlichen Pazifiküberquerung der Dewaruci – während Hafenaufenthalten des Schiffes an der US-amerikanischen West- und Ostküste sowie auf Hawaii gelang es, insgesamt 3 Millionen US-Dollar zu sammeln. Bis Juli 2002 wurde die Dewaruci grundlegend überholt. In Deutschland wurde zur Förderung des Schiffes die Stiftung Freunde der Dewa Ruci gegründet, als deren Mitglied die Deutsch-Indonesische Industrie- und Handelskammer die Arbeit vor Ort unterstützt.
Vom 28. März 2003 bis zum 28. Oktober des Jahres führte die Dewaruci zum 50-jährigen Jubiläum eine Asien-Afrika-Europa-Reise durch, die sie wieder stärker ins europäische Interesse gerückt hat. Die Fahrt führte das Schiff über die Philippinen (Sabang in der Provinz Ilocos Sur), Indien (Kochi), Oman (Salala) und Saudi-Arabien (Dschidda) durchs Mittelmeer entlang der afrikanischen Küste (Port Said, Tunis) in den Atlantik und über den Ärmelkanal auf Nord- und Ostsee. Dabei nahm das Schiff unter Fregattenkapitän Didin Zainal Abidin unter anderem an den Veranstaltungen Hanse Sail, Sail Amsterdam und Armada Rouen (jeweils 2003) teil. Über das Mittelmeer (Neapel, Alexandria), Jemen (Aden), Pakistan (Karatschi), Sri Lanka (Colombo) und die Philippinen (Sabang) kehrte die Dewaruci in indonesische Gewässer zurück.
Nach Reisen, auf denen die Dewaruci unter anderem im Mai 2004 Shanghai (VR China) besuchte, kehrte sie 2005 nach Europa zurück und nahm an der Windjammer-Regatta Tall Ships’ Races teil.
2017 wurde die Bark Bima Suci als Nachfolger für die Dewaruci auf der Werft Astilleros Freire in Vigo, Spanien fertig gestellt. Die Außerdienststellung der Dewaruci wurde für den Zeitraum danach vorgesehen.

## Bilder

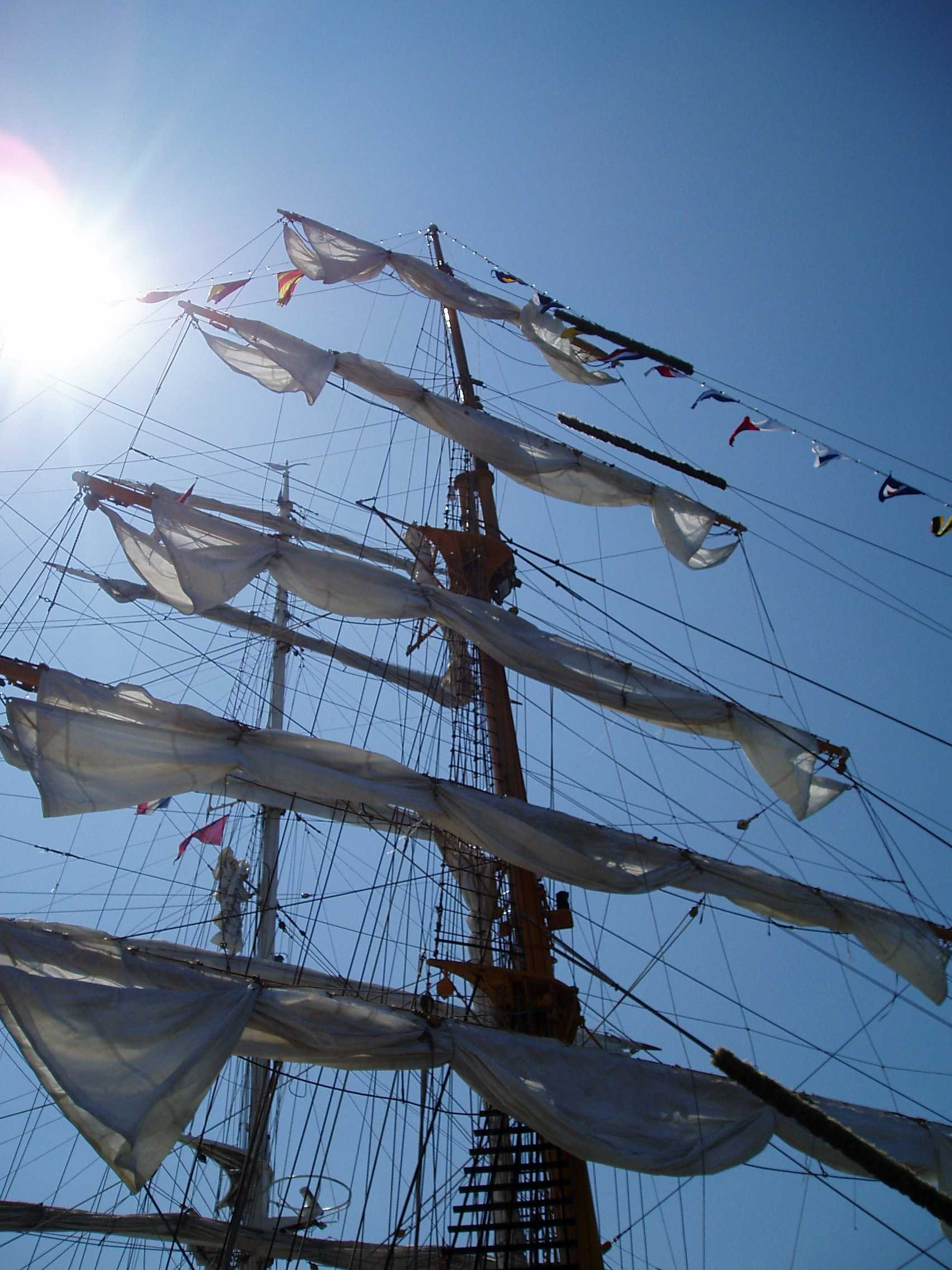
Barkentine-Takelung der Dewaruci
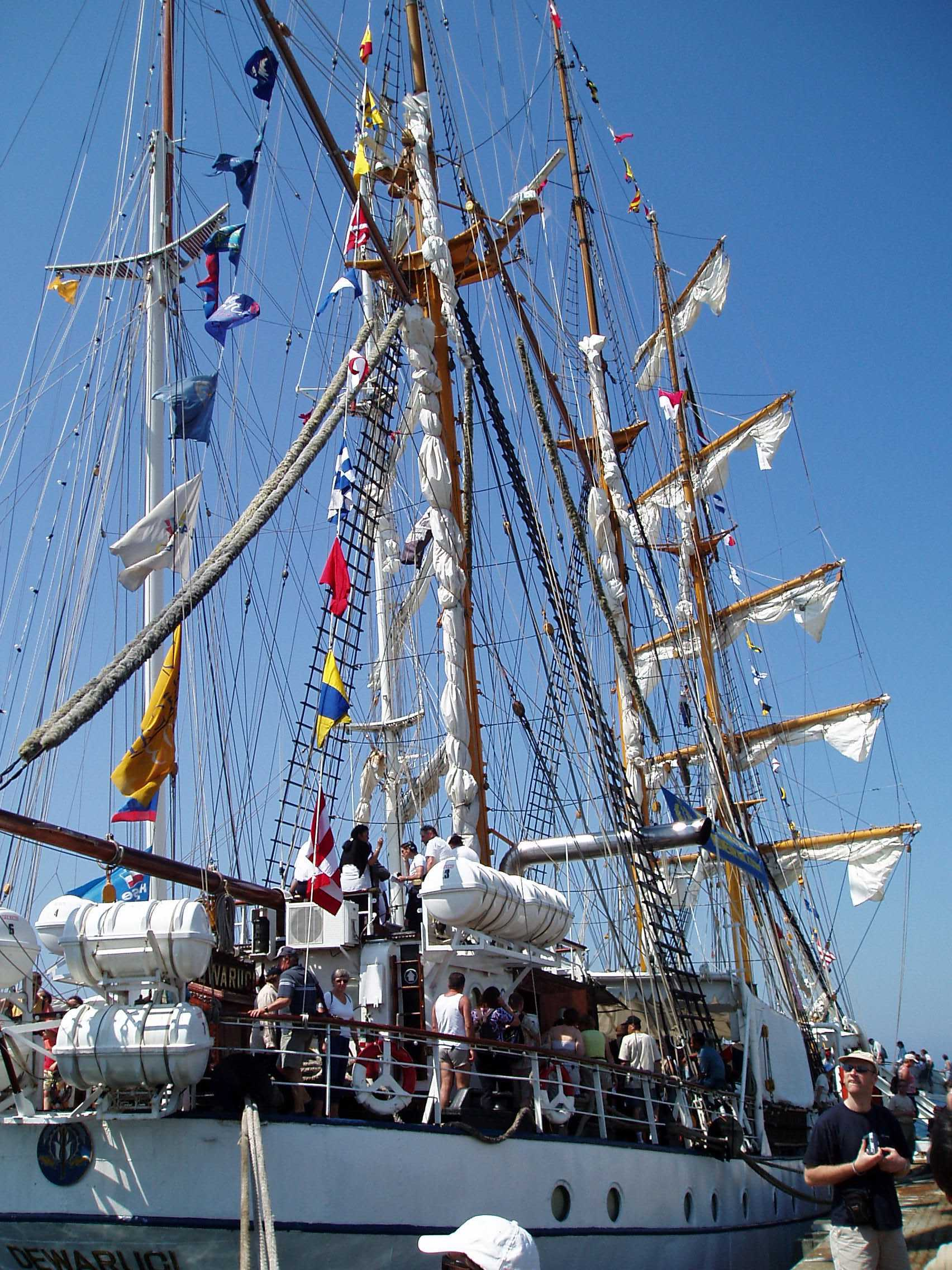
Die Dewaruci von achtern
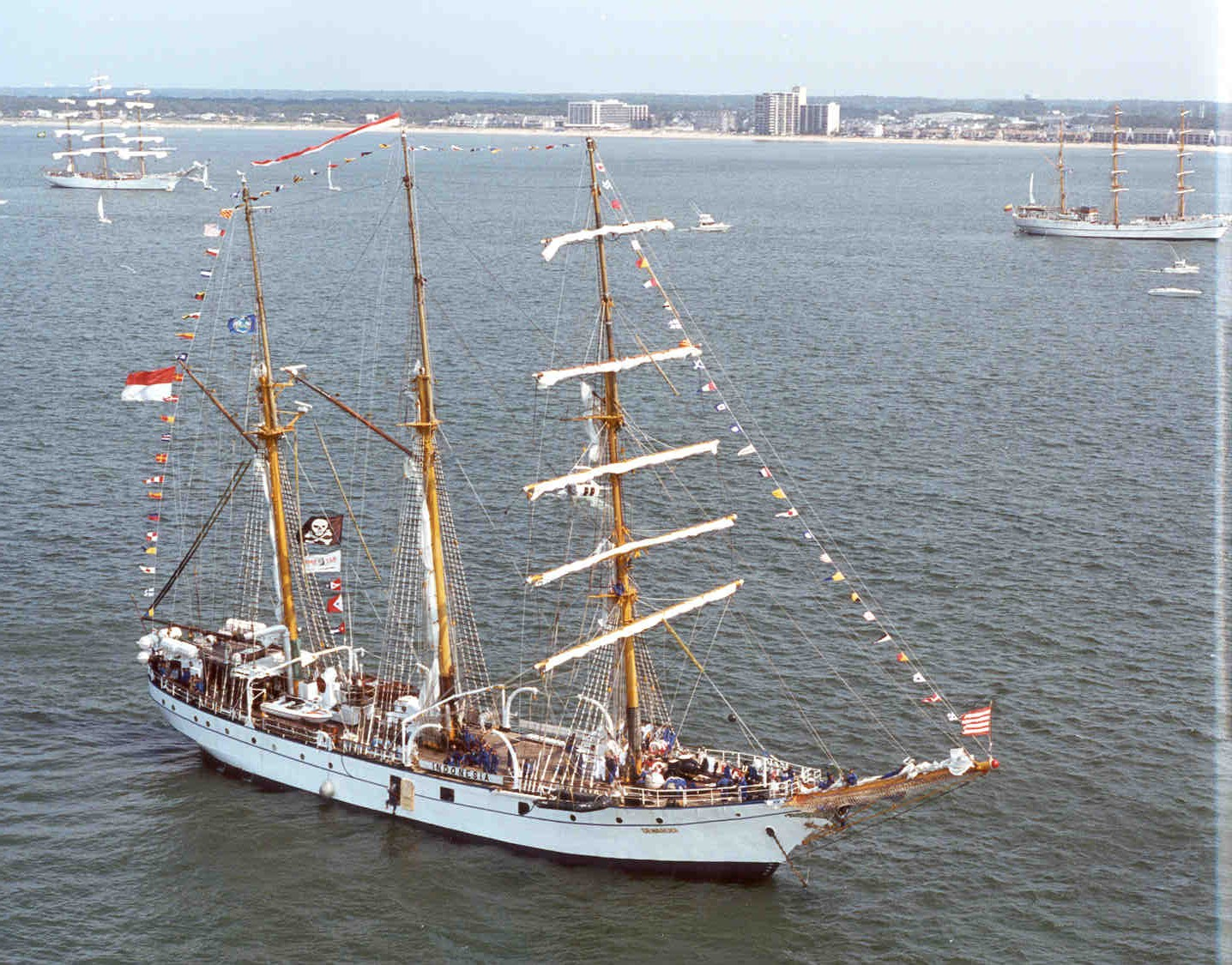
Die Dewaruci auf der OpSail 2000